# لويس سويفت
لويس سويفت (بالأنكليزية:Lewis A. Swift) (بالإنجليزية: Lewis A. Swift)‏ فلكي أمريكي ولد في 29 شباط عام 1820م وتوفي في 5 كانون الثاني عام 1913م .